# Süsü, a sárkány (meselemezek)
A Süsü című Csukás István és Bergendy István ötlemezes albuma, amely a Süsü, a sárkány című nagy sikerű bábfilmsorozatának hanglemezen kiadott hangjátékváltozata.
A meselemezek a bábfilm történetét követik, annak hanganyagát is használják. Csupán annyi eltérés van, amit a „képtelen” változat megkívánt.
A Hungaroton hanglemezgyártó vállalat 1982-ben megjelentette a Süsü, a sárkány c. nagylemezt, ami 1985-re elérte a 250 000 eladott példányt, és platinalemez lett. A bábfilmsorozat befejezése után egy időben 1985 és 88 között készültek az újabb bakelitlemezek is. Mindegyik pár év alatt aranylemez lett.
1996-ban digitalizálták CD-lemezre a Süsü 1. hanglemezt, utána 2000-ben a Süsü 2. és a Süsü 3. hanglemezt, majd 2001-ben pedig a Süsü 4. és Süsü 5. hanglemezt.

### Süsü 1.: Süsü, a sárkány (1982)

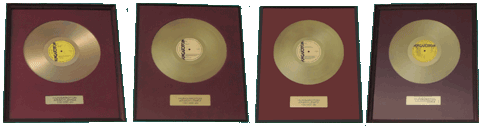
Süsü, a sárkány meselemezek arany lemezei

## Érdekességek
- A Bergendy-együttes 1985-ben Hanglemezgyár, A legjobb felvétel díját kapott a Süsü, a sárkány című hanglemezért.
- 1985-ben a Süsü, a sárkány című hanglemezért platinalemez járt a Bergendy-együttesnek
- Legjobb lemezek: 1982 – Süsü, a sárkány, 1985 – Süsü újabb kalandjai 1986 – Vendég a háznál, öröm a háznál / Süsü, a pesztra 1986 – A Műsüsü / A bűvös virág
- 2008 és 2009 között a Süsü 3. és a Süsü 4. hanglemezből közvetítették az MR1-Kossuth Rádió Rádiószínház című műsorában.

Epizódok voltak: 
1. Vendég a háznál, öröm a háznál
2. Süsü, a pesztra
3. A mű-Süsü
4. A bűvös virág